# Waldbahn Beroun–Dětřichov–Valteřice
| Waldbahn Beroun–Dětřichov–Valteřice Lagerplatz–Dietersdorf–Waltersdorf | Waldbahn Beroun–Dětřichov–Valteřice Lagerplatz–Dietersdorf–Waltersdorf |
| --- | ---------------------------------------------------------------------- |
| Langholztransport mit Dampflokomotive, um 1916 Lokomotive der Dittersdorfer Waldbahn. Von rechts nach links Adolf Demel, Rudolf Hanke (Maschinist), Rudolf Schäfer (Heizer) und ein unbekannter Arbeiter |                                                                        |
| Streckenverlauf, 1965 |                                                                        |
| Streckenlänge: | ca. 17 km                                                              |
| Spurweite: | 1903–1905: 760 mm 1905–1969: 700 mm                                    |
| |                                                                        |

Die Waldbahn Beroun–Dětřichov–Valteřice (Lagerplatz–Dittersdorf–Waltersdorf) war eine etwa 17 km lange Waldbahn bei Dětřichov nad Bystřicí in Tschechien, die von 1903 bis 1969 betrieben wurde.

## Streckenverlauf
Die Strecke verlief vom Lagerplatz des Sägewerks der Firma Siersch an der Umladestelle zur Normalspurbahn über das Depot am Fürstlich Liechtensteinischen Sägewerk bei Dětřichov nad Bystřicí (Dittersdorf an der Feistritz) in den Wald bei Volárna nordwestlich von Nové Valteřice (Neu-Waltersdorf).

## Spurweite
Die Bahn hatte anfangs eine Spurweite von 760 mm. 1905 wurde sie auf 700 mm umgespurt.

## Betrieb

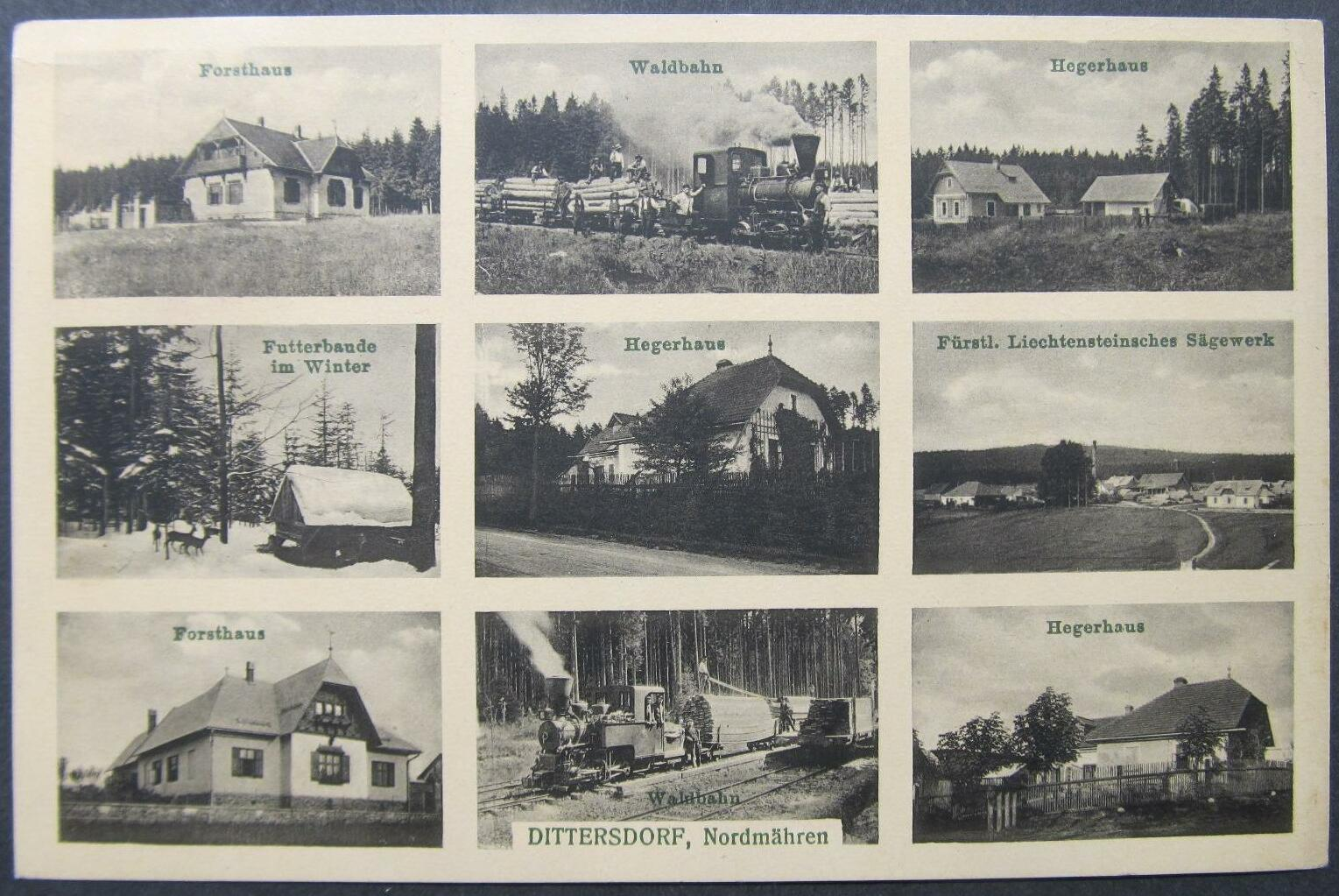
Waldbahn bei Dittersdorf in Nordmähren: Forsthaus, Waldbahn, Hegerhaus, Futterbude, Fürstlich Liechtensteinisches Sägewerk, Forsthaus, um 1916

Die Dampflokomotive war wohl Krauss/Linz 4928/1902, die später zu den Schoeller-Bleckmann-Werken in Mürzzuschlag kam und heute in Žamberk ist. Sie wurde auf Steigungen oder bei Langholztransport von mehr als 7 t Zuladung mit Kohle und abwärts mit Holz beheizt.
Das Fürstlich Liechtensteinische Dampfsägewerk in Dětřichov (Dittersdorf) hatte 1945 fünf Angestellte und 63 Arbeiter, als es von den tschechoslowakischen Behörden übernommen wurde.
Ab 1950 wurde eine kleine dieselelektrische Lokomotive eingesetzt, die jedoch so wenig Leistung hatte, dass sie bald durch eine dieselhydraulische Bergbau-Lokomotive ersetzt wurde, die bis zum Betriebsende der Waldbahn im Jahr 1968 ihren Dienst verrichtete.

## Erhaltungszustand
Heute sind die Schienen komplett entfernt, und an den meisten Stellen nur noch der Bahndamm erhalten. An einigen Stellen wurden die Düker und Böschungen mit groben Natursteinen befestigt. Auf einem Großteil der ehemaligen Trasse verlaufen heute Forstwege. An einigen Stellen zeugen Schwellen, Gleisnägel und andere Metallteile vom Verlauf der Strecke.
An der Stelle des ehemaligen Sägewerks der Firma Siersch bei der Normalspurbahn wurde ein neues Sägewerk errichtet, das noch unter dem Namen Pila Dětřichov in Betrieb ist.